# Gouvernement Idrissa Seck (2)
République du Sénégal
Seck I Sall I
Le second gouvernement Seck est un gouvernement sénégalais dirigé par le premier ministre Idrissa Seck, reconduit le 22 août 2003 à ce poste par le président Abdoulaye Wade. Il suit le premier gouvernement Seck, prend fin le 21 avril 2004 et est remplacé par le premier gouvernement Macky Sall.

## Ministres d'État
- Intérieur et Collectivités locales : Macky Sall, également porte-parole du gouvernement (ancien, change de portefeuille)
- Industrie et Artisanat : Landing Savané (ancien)
- Sports: Youssoupha Ndiaye (ancien)
- Affaires étrangères : Cheikh Tidiane Gadio (ancien)

## Ministres
- Garde des Sceaux et Justice : Serigne Diop (ancien)
- Forces armées : Bécaye Diop (ancien)
- Économie et Finances : Abdoulaye Diop (ancien)
- Infrastructures, Équipement et Transports : Mamadou Seck (ancien)
- Fonction publique, Travail, Emploi et Organisations professionnelles : Yéro De (ancien)
- Agriculture et de l'Hydraulique : Habib Sy (ancien, département remanié)
- Éducation : Moustapha Sourang (ancien)
- Santé et Prévention : Issa Mbaye Samb (nouveau)
- Famille, Développement social et Solidarité nationale : Awa Guèye Kébé (ancienne)
- Pêche : Pape Diouf (ancien)
- Tourisme : Ousmane Masseck Ndiaye (ancien)
- Culture : Saphiétou Ndiaye Diop (nouvelle)
- Environnement : Modou Fada Diagne (ancien)
- Urbanisme et Aménagement du territoire : Seydou Sy Sall (ancien)
- Plan : Opah Ndiaye (nouveau)
- Élevage : Ahmeth Yéro Diallo (nouveau)
- Entrepreneuriat féminin : Marième Ndiaye (nouvelle)
- Information et Coopération panafricaine dans les nouvelles technologies de l'information et de la communication : Mamadou Diop (ancien, nouveau portefeuille)
- Commerce : Aïcha Agne (ancienne)
- Petites et moyennes entreprises et de la Micro-finance : Maïmouna Sourang Ndir (ancienne, change de portefeuille)
- Énergie et Mines : Madické Niang (ancien, change de portefeuille)
- Jeunesse : Aliou Sow (ancien)
- Habitat et Construction : Salif Bâ (nouveau)
- Sénégalais de l'extérieur : Abdoul Malal Diop (nouveau)
- Recherche scientifique : Christian Sina Diatta (ancien)
- Coopération décentralisée et Planification régionale : oukeyna Ndiaye Ba (ancienne)
- Relations avec les institutions parlementaires nationales, régionales et de l'Union africaine : Bakar Dia (nouveau)

## Ministres délégués
- Budget : Cheikh Hadjibou Soumaré (ancien)
- Enseignement technique, Formation professionnelle, Alphabétisation et Langues nationales : Georges Tendeng (ancien)
- Petite enfance et Case des tout petits : Ndèye Khady Diop (ancienne)